# ピンク・フロイドBOX
『ピンク・フロイドBOX』（Pink Floyd: Discovery）は、「Why Pink Floyd...?」再販キャンペーンの投下を記念して2011年9月26日にリリースされた、ピンク・フロイドによるコンピレーションCDボックス・セット。このボックス・セットには、この時点までにリリースされたスタンダードなスタジオ・アルバムがすべて含まれている。すべてのアルバムは、ジェームス・ガスリーとジョエル・プランテによって新たにリマスタリングされた。アルバムに加えて、セットにはストーム・ソーガソンがデザインした60ページのアートワーク・ブックレットが付属している。

## コンテンツ
すべてのアルバムとそれに対応するオリジナルのリリース日を以下に示す。収録曲、メンバー、制作クレジットについては、オリジナルのアルバムを参照。
1. 『夜明けの口笛吹き』 - The Piper at the Gates of Dawn (1967年8月)
2. 『神秘』 - A Saucerful of Secrets (1968年6月)
3. 『モア』 - More (1969年6月)
4. 『ウマグマ』 - Ummagumma (1969年10月)
5. 『原子心母』 - Atom Heart Mother (1970年10月)
6. 『おせっかい』 - Meddle (1971年10月)
7. 『雲の影』 - Obscured by Clouds (1972年6月)
8. 『狂気』 - The Dark Side of the Moon (1973年3月)
9. 『炎〜あなたがここにいてほしい』 - Wish You Were Here (1975年9月)
10. 『アニマルズ』 - Animals (1977年1月)
11. 『ザ・ウォール』 - The Wall (1979年11月)
12. 『ファイナル・カット』 - The Final Cut (1983年3月)
13. 『鬱』 - A Momentary Lapse of Reason (1987年9月)
14. 『対』 - The Division Bell (1994年3月)

## チャート
| チャート (2011年–2012年)               | 最高位 |
| -------------------------------------- | ------ |
| オーストリア (Ö3 Austria)              | 61     |
| ベルギー (Ultratop Flanders)           | 39     |
| ベルギー (Ultratop Wallonia)           | 14     |
| オランダ (MegaCharts)                  | 57     |
| フィンランド (Suomen virallinen lista) | 42     |
| フランス (SNEP)                        | 55     |
| ドイツ (Offizielle Top 100)            | 9      |
| イタリア (FIMI)                        | 38     |
| ポルトガル (AFP)                       | 23     |
| スペイン (PROMUSICAE)                  | 53     |
| スウェーデン (Sverigetopplistan)       | 43     |
| スイス (Schweizer Hitparade)           | 24     |
| UK アルバムズ (OCC)                    | 112    |
| US Billboard 200                       | 175    |